# Kasuya
Kasuya (粕屋町?) è una cittadina giapponese della prefettura di Fukuoka.